# 제노블레이드 크로니클스 크로스
《제노블레이드 크로니클스 X》(영어: Xenoblade Chronicles X, 일본어: ゼノブレイドクロス 제노부레이도쿠로스[*])는 2015년에 모놀리스 소프트가 개발하고 닌텐도가 배급한 Wii U용 롤플레잉 비디오 게임이다.